# Souvenir de Paganini

Le Souvenir de Paganini en la majeur est une œuvre pour piano composée par Frédéric Chopin en 1829.
Hommage au compositeur Niccolò Paganini, pour lequel Chopin avait beaucoup d'admiration, ce morceau est découpé en thème et variations pour piano.
En 1829, Paganini avait écrit vingt variations sur la chanson populaire napolitaine "O mamma, mamma cara !", et publié ce morceau sous le titre "Carnaval de Venise" (opus 10). Plusieurs autres compositeurs, dont Chopin, écriront à leur tour des variations sur cette mélodie.